# マイケル・トルッコ
マイケル・トルッコ（Michael Trucco, 1970年6月22日 - ）は、アメリカ合衆国カリフォルニア州出身の俳優である。

## 出演作品

### 映画
- バイバイマン The Bye Bye Man (2017)
- サイレンス Hush (2016)
- アルマゲドン2011（トム・ヤング）
- NEXT -ネクスト-
- ダーク・エフェクト
- アブレイズ
- ハンターキラー 潜航せよ Hunter KillerNavy SEALs隊員 デヴィン・ホール役（2018）

### テレビシリーズ
- リベンジ シーズン2
- リーガルに恋して シーズン2（ジャスティン・パトリック）
- リーガルに恋して シーズン1（ジャスティン・パトリック）
- ママと恋に落ちるまで シーズン6
- キャッスル 〜ミステリー作家は事件がお好き シーズン2（トム・デミング）
- LAW & ORDER:犯罪心理捜査班 シーズン10
- ビッグバン★セオリー/ギークなボクらの恋愛法則 シーズン2
- GALACTICA/ギャラクティカ シーズン4（サミュエル・アンダース）
- GALACTICA/ギャラクティカ シーズン3（サミュエル・アンダース）
- GALACTICA/ギャラクティカ シーズン2（サミュエル・アンダース）
- 弁護士イーライのふしぎな日常 シーズン1
- One Tree Hill シーズン4（クーパー・リー）
- One Tree Hill シーズン3（クーパー・リー）
- One Tree Hill シーズン2（クーパー・リー）
- ビバリーヒルズ青春白書 シーズン8
- クリミナル・マインド FBI行動分析課シーズン9「天使と悪魔」（保安官補:オーエン・マグレガー）

### オリジナルビデオ
- バトルスター・ギャラクティカ THE PLAN（サミュエル・アンダース）
- ブラッドシェッド